# 백숙

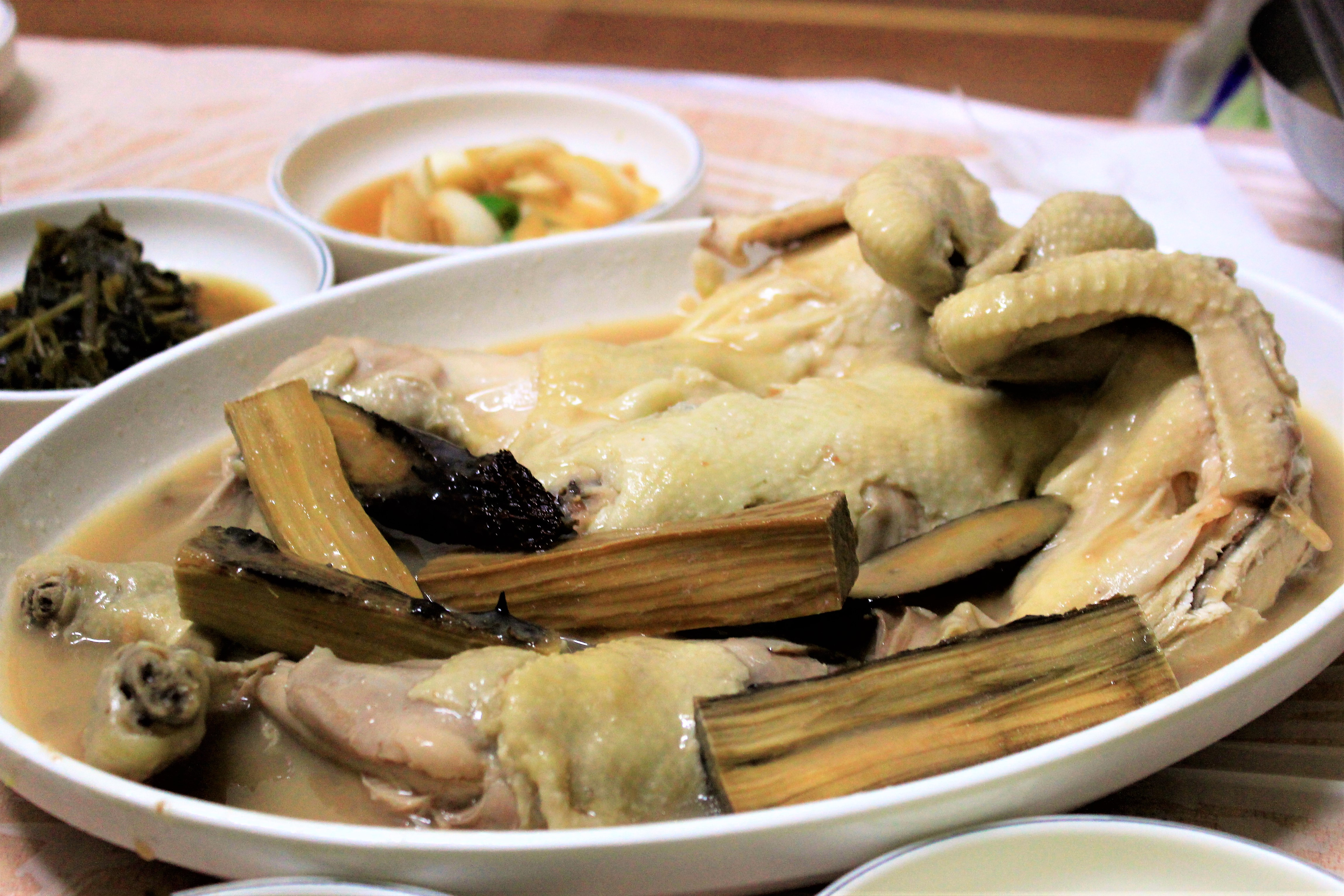
다양한 한약재를 넣고 끓인 백숙.

백숙(白熟)은 한국 요리에서 고기나 생선을 양념 없이 끓이거나 삶는 요리를 뜻한다. 주로 닭고기로 끓이는 닭백숙을 의미할 때가 많으며, 이 경우 삼계탕과 유사하다.
조리법은 닭이나 꿩에 다량의 물을 부어 여러 시간 동안 푹 끓인다. 삼계탕은 인삼과 밤, 대추 등 여러 재료를 넣어 만드는 데 반하여, 닭백숙은 닭고기와 물, 마늘만으로 조리할 수 있어 훨씬 간단하다. 닭고기에는 찹쌀을 채워넣을 수 있다. 조리가 끝나면 소금과 대파를 넣어 간을 맞춘다.
닭백숙은 삼계탕의 경제적이고 간단한 변형으로 볼 수 있으며, 백숙이라는 용어를 종종 삼계탕과 혼용해서 쓰기도 한다. 한국에서는 여름에 먹는 보양음식으로 간주된다.

## 종류
- 닭백숙
- 오리백숙

## 같이 보기
- 닭죽
- 삼계탕